# كولينجوود (أونتاريو)
كولينجوود، أونتاريو (بالإنجليزية: Collingwood)‏ هي مدينة كندية تقع في مقاطعة أونتاريو. تبلغ مساحة هذه المدينة 33.4561 (كم²)، ويبلغ عدد سكانها 17290 نسمة حسب إحصاء سنة 2006 م، بينما كان يسكنها 16039 نسمة في سنة 2001 م. تحتل هذه المدينة المرتبة رقم 223 بين مدن كندا حسب عدد السكان والمرتبة رقم 87 في المقاطعة. نما عدد السكان في هذه المدينة بنسبة (7.8) بين العامين المذكورين.

## أعلام
- زاك ستون
- كلير الكسندر
- هربرت مكدونالد
- لين جونستون
- ديفيد هان
- تشارلز كولينز
- جاك تايلور
- رون ميلر

## وصلات خارجية
- الأطلس الحكومي لكندا
- إحصاءات كندا مع ساعة تعداد السكان